# Schachbriefmarke

Kurz vor dem Zerfall der Sowjetunion würdigte die sowjetische Post 1991 den estnischen Großmeister Paul Keres.

Schachbriefmarken sind Briefmarken mit Motiven, die im weiten Sinne auf das Schachspiel bezogen sind. Das Spezialgebiet der Philatelie zieht Schachliebhaber an, die auf diese Weise zwei Interessengebiete miteinander verbinden.

## Schach und Philatelie
Das Spezialsammelgebiet hat sich vergleichsweise spät herausgebildet. Erst nach dem Zweiten Weltkrieg erschienen die ersten Briefmarken, die Schachfiguren oder andere Schachmotive abbildeten. Danach schritt die Entwicklung jedoch schnell voran. Die Thematik erwies sich als recht beliebtes Sammelgebiet der Philatelie.
Die erste Marke brachte die bulgarische Post anlässlich der Balkanspiele 1947 heraus. Die Marke erschien innerhalb eines Satzes mit mehreren Sportmarken und zeigte einen weißen Springer auf braunem Grund. Vor dem Hintergrund der ersten offiziellen, von der FIDE in Moskau ausgetragenen Schachweltmeisterschaft folgte bereits im Jahr danach die Sowjetunion mit drei Marken. In Jugoslawien kam zur Schacholympiade 1950 in Dubrovnik ein großzügig gestalteter Motivsatz heraus, der fünf Werte enthielt. In den 1960er Jahren verwendeten dann auch Postverwaltungen in nichteuropäischen Ländern, etwa in den Staaten der Karibik oder in den Philippinen, gelegentlich Schachmotive.
Unübersehbar war der Trend zu den Schachmarken von den schachbegeisterten Ostblockstaaten ausgegangen. In der DDR bot die Schacholympiade 1960 in Leipzig den Anstoß zur Herausgabe der ersten drei Schachmotive. Zum hundertsten Geburtstag von Emanuel Lasker erschien 1968 eine Sonderbriefmarke. Am 5. Oktober 1972 zogen die Deutsche Bundespost und die Deutsche Bundespost Berlin mit jeweils vier Wohlfahrtsmarken nach. Die Schachmotive zeigen historische Schachfiguren aus Porzellan der Fayencemanufaktur Gien (Frankreich). Im Rahmen der Serie Kinderspielzeug (für die Jugend mit Zuschlag) folgte am 5. Juni 2002 ein Postwertzeichen auf der Schachfiguren abgebildet sind. Am 13. März 2008 wurde ein Postwertzeichen (Sporthilfe mit Zuschlag) von Deutschland zur Schacholympiade in Dresden zur Ausgabe gebracht. Auch die Schweiz – erstmals anlässlich der Schacholympiade 1968 in Lugano – und Österreich brachten Schachmarken heraus. Zum Gebiet „Schach und Philatelie“ gehören ferner Poststempel mit Schachmotiven, Ersttagsbriefe und Schach-Postkarten. Der erste Poststempel (Werbestempel) in der Welt mit dem Wort „Schach“ wurde 1923 in Deutschland im Ort Borstendorf/Erzgebirge verwendet, um für die heimische Schachbrett-Industrie zu werben. Bei größeren Schachereignissen geben die Postverwaltungen gelegentlich Sonderstempel heraus. Ein sehr frühes Beispiel ist der Sonderstempel zur inoffiziellen Schacholympiade 1936 in München. Das anhaltende Interesse der Schachphilatelisten belegen Auktionen, Fachkataloge und eine Anzahl spezialisierter Internetangebote. Als benachbarte Sammelgebiete gelten Telefonkarten und Geldscheine bzw. Münzen mit Schachmotiven. In Deutschland besteht seit 1969 die Gemeinschaft der Schachmotivsammler, die laut eigenen Angaben weltweit ca. 150 Mitglieder hat. In den Niederlanden gibt es die Motivgruppe Schach, die zweimal im Jahr eine Auktion von sammelwerten Sachen veranstaltet. Eine besonders wertvolle Briefmarkenkollektion besitzt der frühere Weltmeister Anatoli Karpow.

## Gestaltung der Briefmarken
Hinsichtlich der Motivgestaltung existieren verschiedene Typen von Schachbriefmarken. Anfangs wurden häufiger klassische Motive mit einzelnen Schachfiguren gewählt, die symbolisch Bezug zu einer Schachveranstaltung nahmen. Als Anlässe dienen bis heute Weltmeisterschaftskämpfe, Schacholympiaden und bedeutende Turniere. Weiterhin gibt es Porträts berühmter Schachmeister oder andere Motive aus der Schachgeschichte. Nicht selten sind außerdem Marken, auf denen konkrete Partiestellungen zu erkennen sind – eine wegen der begrenzten Größe schwierige Darstellungsform.
Die Vielfalt der Motive und die teilweise hohe künstlerische Qualität mögen wenige Beispiele verdeutlichen. So war der erwähnte jugoslawische Motivsatz von 1950 hinsichtlich der grafischen Ausführung der Zeit weit voraus; hier wurde auch erstmals Mehrfarbdruck verwendet. Eine kubanische Briefmarke von 1964 zeigt den zwölfjährigen (späteren Weltmeister) José Raúl Capablanca, wobei die eigenwillige Präsentation an ein auf der Spitze stehendes Schachbrett erinnert.
Einen vom Entwurf her einzigartig dastehenden Briefmarkenblock produzierte die Ungarische Post 2004. Insgesamt 64 Marken zeigen sämtliche (also auch die leerstehenden) Felder der Anfangsstellung der Ungarischen Verteidigung. Dies soll an die Schachtradition des Landes erinnern und den Sieg des Pester Schachklubs im Fernschachmatch 1842/45 gegen Paris, bei dem diese Eröffnung erstmals vorkam.